# Новонадеждовка
Новонадеждовка — село в Кизлярском районе Дагестана. Входит в состав Кардоновского сельсовета.

## Географическое положение
Населённый пункт расположен на левом берегу реки Кардоновка, в 10 км к востоку от центра сельского поселения — Кардоновка и в 17 км к востоку от города Кизляр.

## История
Основано в 1932 году казаками-некрасовцами, так называемые «Дунаки», переселенцами-староверами из Румынии. В тот году ими по рукаву Кордонка было основано 5 хуторов: Некрасовка, Новая Надежда, Турецкий, Кордоновка № 1 и Кордоновка № 2.

## Население
| 1939 | 1970 | 1989 | 2002 | 2006 | 2009 | 2010 |
| ---- | ---- | ---- | ---- | ---- | ---- | ---- |
| 115  | ↘76  | ↘45  | ↗64  | ↘53  | ↗65  | ↗69  |
| 2021 |      |      |      |      |      |      |
| ↗86  |      |      |      |      |      |      |

Национальный состав
По данным Всероссийской переписи населения 2010 года:
| № | Национальность | Численность, чел. | Доля   |
| - | -------------- | ----------------- | ------ |
| 1 | даргинцы       | 38                | 55,1 % |
| 2 | аварцы         | 24                | 34,8 % |
| 3 | другие         | 7                 | 10,1 % |

По данным Всероссийской переписи населения 2010 года, в селе проживало 69 человек (39 мужчин и 30 женщин).